# Sempre Xonxa
Sempre Xonxa é um filme galego do género drama, realizado e escrito por Chano Piñeiro. Estreou-se na Galiza a 25 de novembro de 1989. Foi o primeiro filme galego rodado em 35 mm, junto com os filmes Urxa de Carlos A. López Piñeiro e Alfredo García Pinal, e Continental de Xavier Villaverde, tornando-se um dos primeiros filmes de ficção em língua galega.

## Argumento
Sempre Xonxa é um filme sobre as consequências emocionais da emigração. Dois miúdos, Pancho e Birutas que vivem placidamente na mesma aldeia, estão platonicamente apaixonados por Xonxa. Mas um dos rapazes, o Birutas, tem de emigrar deixando Xonxa e Pancho na aldeia. Quando Birutas regressa da emigração, convertido num homem rico, Xonxa já está casada com Pancho.

## Elenco
- Uxía Blanco como Xonxa
- Miguel Ínsua como Birutas
- Xavier R. Lourido como Pancho
- Roberto Casteleiro como Caladiño
- Roberto Vidal Bolaño como D. Xosé Luís
- Rodrigo Roel como Dom Camilo, o clérigo
- Rosa Álvarez como Rosa, mãe de Pancho
- Loles León como Minga
- Aurora Redondo como Mamarosa
- Luchi Ramírez como Filha de Xonxa (rapariga)
- Xaime Nogueira como Filho de Xonxa (rapaz)
- María Viñas como Xonxiña (adolescente)
- Roberto Fernández como Panchiño (adolescente)
- Manuel Alonso como Birutiñas (adolescente)
- Noela A. Mosquera como Xonxiña (bebé)
- Giselle Romero como Xonxiña (criança)
- Xavier Rocha como Panchiño (criança)
- Miguel A. Gómez Sanz como Birutiñas (criança)
- María Pujalte
- Xosé Manuel Olveira "Pico"

## Características
A história abrange o período entre 1947 e 1986, e estrutura-se em quatro episódios, cada um vinculado a uma estação do ano. A primavera corresponde à infância, o verão à puberdade, o outono à maturidade e à emigração forçada, e o inverno à velhice e ao retorno.
Trata-se dum filme realista, mas pode considerar-se enquadrado no realismo mágico, próprio de Álvaro Cunqueiro, destacando neste sentido o personagem Caladiño, que entronca com a Galiza mágica e lendária dos contos populares. Na primeira parte do filme aparece retratado o mundo da aldeia galega durante o franquismo, tal como já havia feito Chano Piñeiro no filme Mamasunción.

## Produção
O argumento de Sempre Xonxa conheceu o seu primeiro esboço já no final de 1985, antes mesmo da rodagem de Esperanza. Chano Piñeiro encontrou a inspiração nas histórias da emigração que tinha ouvido contar em sua terra natal Forcarei, e nas aldeias de Rubillón e Baíste (Avión), onde gravou Mamasunción. O filme teve até nove versões antes do argumento final em 1988. Entre versão por versão, Chano Piñeiro começou a buscar os lugares para rodar o filme, e achou em Santa Olaia de Valdeorras, cuja aldeia seria a vila de Trasdomonte na ficção.
A rodagem começou em 1988, mas por motivos económicos e técnicos, demorou durante um ano e meio. Pelo caminho, esgotaram-se as finanças e a saúde do seu realizador. O filme foi lançado em 1989, alcançando um grande êxito nos cinemas da Galiza. No restante de Espanha, o filme passou completamente despercebido, que é facilmente compreensível devido à sua temática centrada na emigração e no mundo rural galego. A nível internacional ganhou diversos prémios e teve uma certa vida comercial, especialmente em países onde a emigração galega tinha certa presença.
O papel de Xonxa foi interpretado por Uxía Blanco, um papel que a colocaria como a mais importante atriz do incipiente panorama audiovisual galego. Miguel Ínsua interpretou Birutas, enquanto Xavier R. Lourido fez o papel de Pancho. Uma das interpretações mais notáveis foi a de Roberto Vidal Bolaño como o mestre da vila. Também participaram no filme as atrizes Aurora Redondo e Loles León, assim como o fotógrafo Manuel Ferrol que interpretou a si mesmo, no qual Piñeiro fez uma homenagem aos fotógrafos populares que retrataram a Galiza emigrante.
A rodagem de Sempre Xonxa esteve cheia de dificuldades. Chano Piñeiro esperava contar com o apoio do Ministério da Cultura, que negou-lhe a subvenção, três vezes. As dificuldades financeiras travaram a produção e Chano Piñeiro esgotou-se. Só foi continuada quando conseguiu o patrocínio da Conselharia da Cultura da Junta da Galiza (graças à influência de Xosé Luís Barreiro Rivas, vice-presidente do governo galego), da Deputação de Pontevedra e da Comissão do V Centenário da Descoberta da América.
No entanto, a produção apresentava complexidades que Chano Piñeiro não calibrou adequadamente. Para começar, teve que alongar a filmagem mais do que o necessário, para poder rodar nas diferentes estações do ano. Para além disso, o domínio da produção cinematográfica ainda não era suficiente para lidar com a realização, que resultou em atrasos.